# Næstved
Næstved város Dániában, a Sjælland régióban, Næstved községben található.

## Földrajz
Næstved Sjælland szigetének déli részén található, körülbelül 60 kilométerre fekszik dél-nyugatra Koppenhágától.

## Történelem
1135-ben a helyi bencések megkapták a helyi Szent Péter templomot és az azt körülvevő területet, hogy megalakíthassák a Szent Péter zárdát. Ezt a történelmi eseményt tekintik Næstved megalakulásának, habár a város valószínűleg már korábban is létezhetett. 

## Turizmus
Næstved főbb nevezetességei:
- Næstved Museum: múzeum.
- Gavnø Kastély: kastély.

## Sport
Næstved sportcsapatai:
- Næstved BK: labdarúgócsapat.
- Team FOG Næstved: kosárlabdacsapat.

## Itt született
- Fredrik Bajer (1837–1922), dán Nobel-díjas író
- Mads Christiansen (1986–), dán olimpiai bajnok kézilabdázó